# Масси, Сюзанна
Сюзанна Лизелотт Масси (англ. Suzanne Liselotte Massie, урождённая Рорбах, англ. Rohrbach; 8 января 1931, Нью-Йорк, Нью-Йорк — 26 января 2025, Мэн) — американский исследователь истории России, сыгравшая важную роль в отношениях между Рональдом Рейганом и Советским Союзом в последние годы холодной войны.

## Биография
Сюзанн Лизелотт Рорбах родилась в Нью-Йорке, дочь швейцарского дипломата. Окончила Вассарский колледж, также училась в Сорбонне и Институте политических исследований в Париже.
В 1975 году Сюзанна Масси и её тогдашний муж Роберт К. Масси в своей совместно написанной книге «Путешествие» рассказали о своём опыте ухода за ребенком, больным гемофилией, и о существенных различиях между американской и французской системами здравоохранения. Книга «Путешествие» последовала за книгой её мужа 1967 года «Николай и Александра», биографией последнего императора и императрицы России, чей сын также родился с гемофилией.
Рейган впервые заинтересовался Масси, когда прочитал её книгу «Земля жар-птицы: красота былой России». В конце концов она посетила Белый дом, где стала неформальным посланником между президентом и Михаилом Горбачёвым и его администрацией. Она также попросила Рейгана выучить теперь известную русскую фразу — «Доверяй, но проверяй». Её важность в понимании Рейганом русского народа, помощи в достижении мирного прекращения холодной войны была подробно описана в ряде документальных фильмов. Она подала заявку на должность посла в Советском Союзе, через письмо Рейгану, но оно было отклонено, так как пост уже был занят.
С 1985 по 1997 год Масси работала научным сотрудником Гарвардского российского исследовательского центра (ныне Центр Дэвиса), а также входила в состав Правления Международной лиги прав человека. В 1991 году она была назначена единственным мирянином в Постоянном Епископально-Православном Координационном Комитете, который проводил раз в два года дискуссии в России и США с иерархами церкви, включая Патриарха Алексия II.
В 2011 году приняла православие.
16 мая 2021 года приняла решение стать гражданкой России. Это произошло в эфире программы «Русские сенсации» на телеканале НТВ. Российское гражданство она получила 30 декабря 2021 года по указу Президента России В. В. Путина.

## Личная жизнь
Она была замужем за Робертом Кинлоком Масси (Robert Kinloch Massie) с 1954 по 1990 год. Когда они развелись, у них было трое детей. Впоследствии она вышла замуж за Сеймура Паперта, математика, программиста, одного из основоположников теории искусственного интеллекта.
Масси проживала в штате Мэн и регулярно бывала в России. Скончалась 26 января 2025 года в возрасте 94 лет.

## Книги
1. Масси, Сюзанна, Доверяй, но проверяй: Рейган, Россия и я, Maine Authors Publishing, 2013: Мягкая обложка и твердый переплет.
2. Масси, Сюзанна, Земля Жар-птицы: Красота Древней России, Саймон и Шустер 1980: Мягкая обложка; Оселок 1982.
3. Масси, Сюзанна, Павловск: Жизнь русского дворца, Little Brown & Co. 1990: Мягкая обложка; HeartTree Press 1999.
4. Масси, Сюзанна, Живое зеркало, Doubleday & Co. Garden City Нью-Йорк 1972: Мягкая обложка: Якорь 1972.
5. Масси, Сюзанна и Роберт Мэсси, Путешествие, Альфред А. Кнопф, Нью-Йорк, 1975: Мягкая обложка: Уорнер, 1976; Баллантайн Книги 1984.

### Переводы на русский язык
- Земля Жар-птицы : Краса былой России = Land of the Firebird: The Beauty of Old Russia. / [Пер.: Г. Н. Корнева, Т. Н. Чебоксарова]. — СПб. : Лики России : Сатисъ, 2000. — 509, [2] с., [32] л. ил. ISBN 5-87417-093-6
- «Доверяй, но проверяй!» Уроки русского для Рейгана: Мои воспоминания = Trust but Verify: Reagan, Russia and Me. / [Пер. с англ. О. А. Зимарин, М. Ю. Булыгина]. — М. : Весь Мир, 2018. — 413 с., 8 л. ил., портр., цв. ил. ISBN 978-5-7777-0694-2